# Семюель Даламберт
Семюел Девіс Даламберт (англ. Samuel Davis Dalembert; нар. 10 травня 1981) — професійний баскетболіст канадського та гаїтянського походження, який 13 сезонів провів у Національній баскетбольній асоціації (НБА). Він грав у студентський баскетбол за університет Сетон Голл. Під час виступів в НБА Даламберт був відомий своїми підбираннями та блокшотами.

## Кар'єра в середній школі та коледжі
Даламберт народився у Порт-о-Пренсі, Гаїті, і прожив там чотирнадцять років, перш ніж переїхати до Монреаля, де відвідував середню школу Люсьєн-Паже. Він також відвідував середню школу Св. Патріка в Елізабет, Нью-Джерсі. З 1999 до 2001 рік він продовжив грати у студентський баскетбол у Сетон Голлі.

## Професійна кар'єра
На драфті НБА 2001 року Даламберт був обраний командою «Філадельфія Севенті Сікстерс» під 26-м номером. Після 8 сезонів з ними він був обміняний до «Сакраменто Кінгз» на Андреса Носіоні та Спенсера Гоуса 17 червня 2010 року.
26 грудня 2011 року він підписав багаторічний контракт з «Х'юстон Рокетс».
27 червня 2012 року Даламберт був обміняний до «Мілвокі Бакс» разом із Джоном Генсоном, 14-м вибором на драфті НБА 2012, на Джона Брокмана, Джона Лоєра, Шона Лівінгстона та Джеремі Лемба, 12-го вибору на драфті НБА 2012.
19 липня 2013 Даламберт підписав контракт з «Даллас Маверікс».
25 червня 2014 року Даламберт разом із Шейном Ларкіним, Вейном Еллінгтоном, Хосе Кальдероном і двома виборами другого раунду 2014 року був обміняний у «Нью-Йорк Нікс» в обмін на Тайсона Чендлера та Реймонда Фелтона. 5 січня 2015 року Нікс відмовився від нього.
Даламберт провів останню гру в НБА 27 грудня 2014 року під час поразки «Сакраменто Кінгз» з рахунком 129:135. У матчі він набрав 11 очок, зробив 4 підбирання та 4 блокшоти.
6 серпня 2015 року Даламберт підписав контракт з «Даллас Маверікс» знову. Однак 24 жовтня перед початком регулярного сезону «Маверікс» відмовилися від нього. Він зіграв чотири передсезонні гри за команду, але травма лівої ноги змусила його пропустити останні три ігри передсезонного розкладу. 17 грудня 2015 року він підписав контракт із командою Китайської баскетбольної асоціації «Шаньсі Чжунью». Він повернувся до «Шаньсі» на сезон 2016—2017.

## Кар'єра у національній збірній
7 серпня 2007 року Даламберт став громадянином Канади та приєднався до збірної Канади, сподіваючись отримати кваліфікацію на Олімпійські ігри. Він дебютував у національній збірній під час Чемпіонату Америки з баскетболу 2007 року, лідируючи в турнірі з 2,4 блокшотами за гру. Він також брав участь у передолімпійському кваліфікаційному тренувальному таборі Канади, взявши участь в іграх у Торонто та Гамільтоні під час Jack Donohue International Classic 2008, здобувши перемоги над Ліваном і Новою Зеландією. Однак пізніше Даламберт залишив команду під час Всесвітнього олімпійського кваліфікаційного турніру через непорозуміння з тренером Лео Раутінсом.

## Землетрус на Гаїті
Даламберт вирішив поїхати на Гаїті, щоб допомогти подолати наслідки землетрусу на Гаїті 2010 року. Він також передав 100 000 доларів ЮНІСЕФ.
У 2009—2010 роках він отримав Громадську нагороду імені Дж. Волтера Кеннеді за внесок у розвиток гаїтянського народу після землетрусу. Після катастрофи Даламберт продовжував брати участь у відновленні Гаїті.

## Статистика кар'єри в НБА

### Регулярний сезон
| Сезон     | Команда     | GP  | GS  | MPG  | FG%  | 3P%   | FT%  | RPG  | APG | SPG | BPG | PPG  |
| --------- | ----------- | --- | --- | ---- | ---- | ----- | ---- | ---- | --- | --- | --- | ---- |
| 2001–2002 | Філадельфія | 34  | 0   | 5.2  | .440 | –     | .389 | 2.0  | .1  | .2  | .4  | 1.5  |
| 2003–2004 | Філадельфія | 82  | 53  | 26.8 | .541 | .000  | .644 | 7.6  | .3  | .5  | 2.3 | 8.0  |
| 2004–2005 | Філадельфія | 72  | 60  | 24.8 | .524 | –     | .601 | 7.5  | .5  | .6  | 1.7 | 8.2  |
| 2005–2006 | Філадельфія | 66  | 52  | 26.7 | .531 | .000  | .705 | 8.2  | .4  | .5  | 2.4 | 7.3  |
| 2006–2007 | Філадельфія | 82* | 82* | 30.9 | .541 | .000  | .746 | 8.9  | .8  | .6  | 1.9 | 10.7 |
| 2007–2008 | Філадельфія | 82* | 82* | 33.2 | .513 | .000  | .707 | 10.4 | .5  | .5  | 2.3 | 10.5 |
| 2008–2009 | Філадельфія | 82* | 82* | 24.8 | .498 | .000  | .734 | 8.5  | .2  | .4  | 1.8 | 6.4  |
| 2009–2010 | Філадельфія | 82* | 80  | 25.9 | .545 | –     | .729 | 9.6  | .8  | .5  | 1.8 | 8.1  |
| 2010–2011 | Сакраменто  | 80  | 46  | 24.2 | .473 | .000  | .730 | 8.2  | .8  | .5  | 1.5 | 8.1  |
| 2011–2012 | Х'юстон     | 65  | 45  | 22.2 | .506 | .000  | .796 | 7.0  | .5  | .6  | 1.7 | 7.5  |
| 2012–2013 | Мілвокі     | 47  | 23  | 16.3 | .542 | 1.000 | .691 | 5.9  | .4  | .4  | 1.1 | 6.7  |
| 2013–2014 | Даллас      | 80  | 68  | 20.2 | .568 | .000  | .737 | 6.8  | .5  | .5  | 1.2 | 6.6  |
| 2014–2015 | Нью-Йорк    | 32  | 21  | 17.0 | .438 | –     | .700 | 5.3  | .9  | .4  | 1.3 | 4.0  |
| Кар'єра   | Кар'єра     | 886 | 694 | 24.4 | .521 | .083  | .706 | 7.8  | .5  | .5  | 1.7 | 7.7  |

### Плей-офф
| Сезон   | Команда     | GP | GS | MPG  | FG%  | 3P% | FT%  | RPG  | APG | SPG | BPG | PPG  |
| ------- | ----------- | -- | -- | ---- | ---- | --- | ---- | ---- | --- | --- | --- | ---- |
| 2005    | Філадельфія | 5  | 5  | 38.4 | .553 | –   | .400 | 12.8 | .4  | .4  | 1.4 | 11.6 |
| 2008    | Філадельфія | 6  | 6  | 32.2 | .422 | –   | .842 | 9.5  | .5  | .3  | 1.7 | 9.0  |
| 2009    | Філадельфія | 6  | 6  | 22.2 | .615 | –   | .750 | 7.8  | .5  | .3  | 1.5 | 5.8  |
| 2013    | Мілвокі     | 1  | 0  | 9.0  | .000 | –   | .250 | 3.0  | .0  | 1.0 | .0  | 1.0  |
| 2014    | Даллас      | 7  | 7  | 19.3 | .458 | –   | .667 | 8.4  | .0  | .3  | 1.4 | 4.6  |
| Кар'єра | Кар'єра     | 25 | 24 | 26.5 | .503 | –   | .632 | 9.2  | .3  | .4  | 1.4 | 7.2  |